# Гоук (округ, Північна Кароліна)
Шаблон:StateAbbr_ 35°01′ пн. ш. 79°14′ зх. д. / 35.02° пн. ш. 79.23° зх. д.
Округ  Гоук (англ. Hoke County) — округ (графство) у штаті  Північна Кароліна, США. Ідентифікатор округу 37093.

## Історія
Округ утворений 1911 року.

## Демографія
За даними перепису 
2000 року 
загальне населення округу становило 33646 осіб, зокрема міського населення було 14610, а сільського — 19036.
Серед мешканців округу чоловіків було 16987, а жінок — 16659. В окрузі було 11373 домогосподарства, 8746 родин, які мешкали в 12518 будинках.
Середній розмір родини становив 3,22.
Віковий розподіл населення поданий у таблиці:
| Стать    | До 15 років | 15-21 | 22-29 | 30-39 | 40-49 | 50-65 | 65-85 | Понад 85 |
| -------- | ----------- | ----- | ----- | ----- | ----- | ----- | ----- | -------- |
| Чоловіки | 4330        | 1932  | 2457  | 2969  | 2322  | 1936  | 995   | 46       |
| Жінки    | 4214        | 1587  | 2278  | 2749  | 2311  | 1963  | 1391  | 166      |

## Суміжні округи
- Камберленд — схід
- Робсон — південь
- Скотленд — південний захід
- Мур — північний захід

## Виноски
1. ↑  U.S. Decennial Census. United States Census Bureau. Архів оригіналу за 26 квітня 2015. Процитовано 17 січня 2015.
2. ↑  Historical Census Browser. University of Virginia Library. Архів оригіналу за 11 серпня 2012. Процитовано 17 січня 2015.
3. ↑  Forstall, Richard L., ред. (27 березня 1995). Population of Counties by Decennial Census: 1900 to 1990. United States Census Bureau. Архів оригіналу за 3 березня 2015. Процитовано 17 січня 2015.
4. ↑  Census 2000 PHC-T-4. Ranking Tables for Counties: 1990 and 2000 (PDF). United States Census Bureau. 2 квітня 2001. Архів оригіналу (PDF) за 18 грудня 2014. Процитовано 17 січня 2015.
5. ↑  State & County QuickFacts. United States Census Bureau. Архів оригіналу за 7 червня 2011. Процитовано 21 жовтня 2013.(англ.) Наведено за англійською вікіпедією.
6. ↑  American FactFinder. Бюро перепису населення США. Архів оригіналу за 21 травня 2008. Процитовано 31 січня 2008.

| США | Це незавершена стаття з географії США. Ви можете допомогти проєкту, виправивши або дописавши її. |